# Pietro Lupo
Pietro Lupo (Catania, 17 ottobre 1898 – Giabassiré, 16 agosto 1936) è stato un ufficiale italiano, decorato di medaglia di bronzo al valor militare e di medaglia d'oro al valor militare alla memoria nel corso della guerra d'Etiopia.

## Biografia
Nacque a Catania il 17 ottobre 1898, figlio di Vincenzo e Vita Martorello. All'età di diciannove anni si arruolò volontario nel Regio Esercito in forza al 15º Reggimento fanteria, partecipando dal gennaio 1918 alla operazioni belliche sul fronte italiano con il 263º Reggimento fanteria in qualità di aspirante ufficiale di complemento e nel 207º Reggimento fanteria con la promozione a sottotenente. Rientrato al deposito del 25º Reggimento fanteria nel febbraio 1919, venne promosso tenente e il 30 gennaio 1921 venne messo in congedo. Nel luglio 1935, richiamato a domanda per l'approssimarsi delle ostilità con l'Impero d'Etiopia, fu assegnato al 3º Reggimento fanteria a Messina e nell'ottobre successivo venne assegnato al Regio corpo truppe coloniali della Somalia italiana. Sbarcato a Mogadiscio il 16 novembre 1935, venne assegnato al X Battaglione del 5º Raggruppamento arabo-somalo. Partecipò alla operazioni belliche durante la guerra d'Etiopia e alle successive operazioni di consolidamento della occupazione italiana. Fu decorato con la medaglia di bronzo al valor militare a Uadarà il 23 gennaio 1936 e cadde in combattimento a Giabassiré il 16 agosto successivo. Per onorarne il coraggio in questo frangente fu insignito della medaglia d'oro al valor militare alla memoria.
A lui sono state intitolata una piazza di Catania e il piccolo insediamento di fondazione fascista Borgo Pietro Lupo, frazione di Mineo.

### Fonti
1. 1 2 3 4 5 6  Combattenti Liberazione.
2. 1 2 3 4  Gruppo Medaglie d'Oro al Valor Militare 1965, p. 194.
3. ↑   Medaglia d'oro al valor militare Lupo, Pietro, su quirinale.it, Quirinale. URL consultato l'11 luglio 2021.